# Sensory Sweep Studios
Sensory Sweep Studios est un studio de développement de jeux vidéo américain fondé en 2003. Il a fermé ses portes en 2009.

## Ludographie
- 2003 : Yū Yū Hakusho: Spirit Detective (Game Boy Advance)
- 2003 : Yū Yū Hakusho: Tournament Tactics (Game Boy Advance)
- 2004 : Tiger Woods PGA Tour 2005 (Nintendo DS)
- 2004 : World Championship Poker (Game Boy Advance)
- 2005 : World Championship Poker: Deluxe Series (Nintendo DS)
- 2005 : Marvel Nemesis : L'Avènement des imparfaits (Nintendo DS)
- 2005 : Need for Speed: Most Wanted (Nintendo DS)
- 2005 : Monopoly / Boggle / Yahtzee / Battleship (Nintendo DS)
- 2006 : Hi Hi Puffy AmiYumi: The Genie and the Amp (Nintendo DS)
- 2006 : Street Fighter II: Hyper Fighting (Xbox 360)
- 2006 : Capcom Classics Mini Mix (Game Boy Advance)
- 2006 : Tom et Jerry Tales (Game Boy Advance, Nintendo DS)
- 2006 : Justice League Heroes (Nintendo DS)
- 2007 : Petz Vet (Game Boy Advance)
- 2007 : Capcom Puzzle World (PlayStation Portable)
- 2007 : SnoCross 2 (PlayStation 2)
- 2007 : Foster's Home for Imaginary Friends: Imagination Invaders (Nintendo DS)
- 2007 : My French Coach (Nintendo DS)
- 2007 : My Spanish Coach (Nintendo DS, PlayStation Portable)
- 2007 : Alvin et les Chipmunks (Nintendo DS, PlayStation 2, Wii, Windows)
- 2008 : Jackass: The Game (Nintendo DS)
- 2008 : Major League Eating: The Game (WiiWare)
- 2008 : My Chinese Coach (Nintendo DS)
- 2008 : My Japanese Coach (Nintendo DS)
- Annulé : Sentient (Xbox 360)

## Problèmes légaux
Le 14 janvier 2009, Sensory Sweep et Dave Rushton ont été attaqués en justice par le Département du Travail des États-Unis,. Des employés se sont unis pour réclamer 2 millions de dollars d'impayés de salaires. Rushton a été condamné, il s'agissait de la première poursuite criminelle pour non-paiement de salaire en Utah.